# Stora Karsjön
Stora Karsjön är en sjö i Karlsborgs kommun i Västergötland och ingår i Motala ströms huvudavrinningsområde. Sjön har en area på 0,176 kvadratkilometer och ligger 116 m ö.h. Sjön avvattnas av vattendraget Lummån.

## Delavrinningsområde
Stora Karsjön ingår i det delavrinningsområde (650628-141874) som SMHI kallar för Mynnar i Viken. Medelhöjden är 131 m ö.h. och ytan är 24,02 kvadratkilometer. Räknas de 3 delavrinningsområdena uppströms in blir den ackumulerade arean 48,72 kvadratkilometer. Lummån som avvattnar avrinningsområdet har biflödesordning 3, vilket innebär att vattnet flödar genom totalt 3 vattendrag innan det når havet efter 165 kilometer. Delavrinningsområdet består mestadels av skog (63 %), öppen mark (10 %) och jordbruk (17 %). Avrinningsområdet har 0,33 kvadratkilometer vattenytor vilket ger avrinningsområdet en sjöprocent på 1,4 %. Bebyggelsen i området täcker en yta av 0,77 kvadratkilometer eller 3 % av avrinningsområdet.